# Witold Urbanowicz (pallotyn)

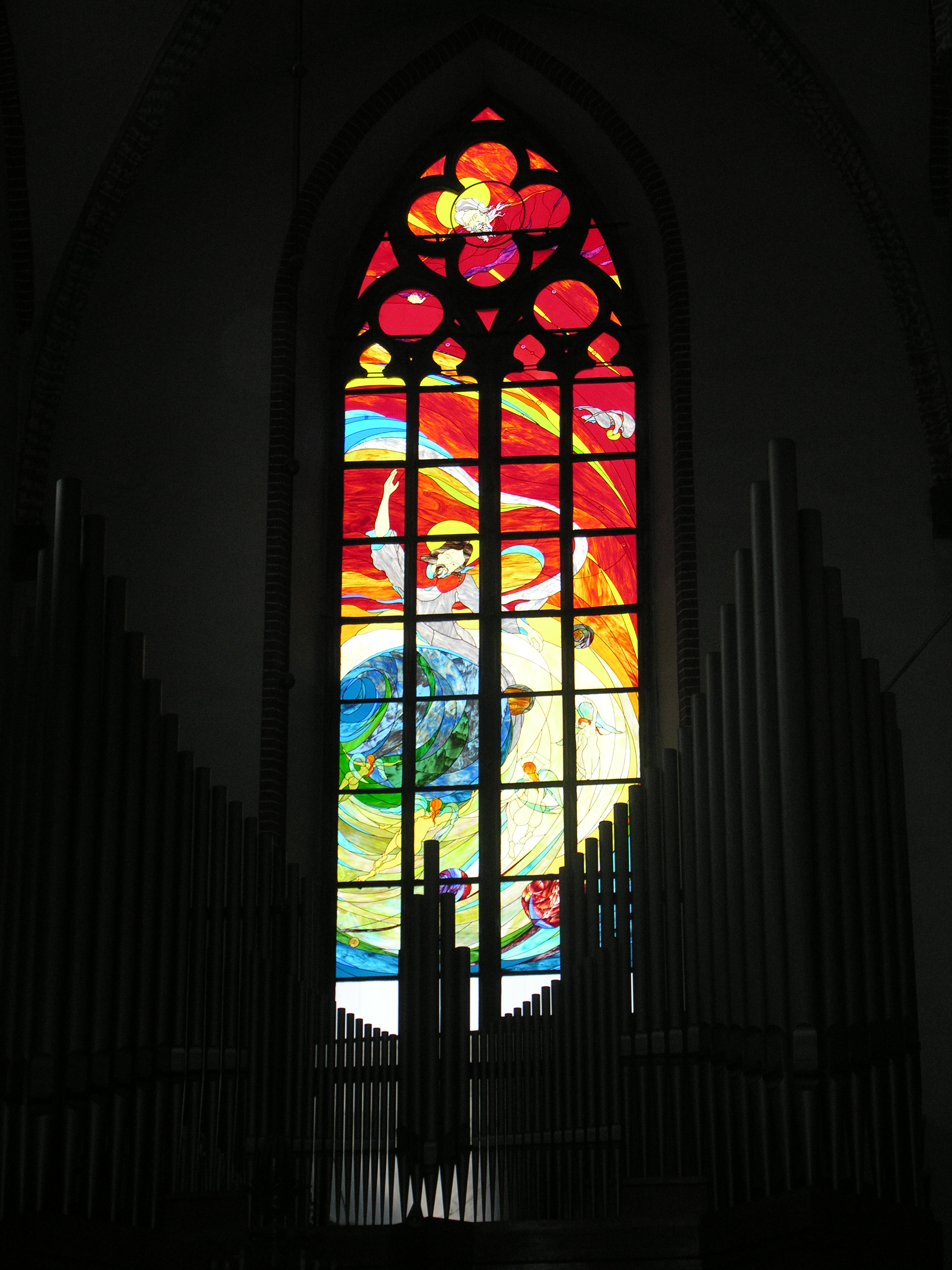
Witraż we Wrocławiu według projektu ks. Urbanowicza

Witold Urbanowicz (ur. 14 maja 1945 w Zarzeczu Jeleniewskim na Suwalszczyźnie) – polski ksiądz pallotyn mieszkający i pracujący we Francji; malarz, grafik, rzeźbiarz i fotograf (również pod pseudonimem Vito Vandost).
Witold Urbanowicz w 1962 roku wstąpił do nowicjatu Księży Pallotynów w Otwocku. W latach 1965–1967 odbywał służbę w jednostkach specjalnych LWP. 11 czerwca  1972 roku przyjął święcenia kapłańskie w Ołtarzewie pod Warszawą. W tym samym roku wyjechał do Francji.
Jego zainteresowania to: teatr, fotografia, film i astronomia. Maluje i rzeźbi od czasów seminaryjnych. Był odpowiedzialny za działalność edytorską pallotyńskiego wydawnictwa Éditions du Dialogue (1972-1995) w Paryżu – graficzne opracowywanie ponad 30 książek i albumów, m.in.: Księgi Hioba i Apokalipsy (tłum. Czesław Miłosz), oraz miesięcznika Nasza Rodzina. Jest autorem (samoukiem) ponad 500 obrazów, Drogi Krzyżowej w XII-wiecznym kościele w Herblay pod Paryżem, rzeźby Chrystusa w kaplicy domu pallotynów w Osny. Projektant witraży kościoła Bożego Ciała we Wrocławiu, kościoła św. Andrzeja Boboli w Bielsku-Białej, kaplicy w pallotyńskiej prokurze w Brukseli.
Był duszpasterzem polonijnym w parafii Les Mureaux 1973–1988; wicesuperiorem Regii Miłosierdzia Bożego we Francji oraz kierownikiem ds. personelu w drukarni pallotynów (Imprimerie de Busagny) w Osny pod Paryżem (1993-1995).
Współpracował z Agnieszką Holland przy realizacji filmowych reportaży o paryskiej "Kulturze" oraz o życiu i twórczości Józefa Czapskiego (1981).
W 1983 Witold Urbanowicz został uhonorowany dyplomem (za projekt pomnika) przez Komitet Budowy Pomnika Ofiar Katynia i Komunizmu w Nowym Jorku.
W 2011 Ministerstwo Kultury i Dziedzictwa Narodowego – Departament Dziedzictwa Kulturowego wydało dwujęzyczny album pod redakcją Barbary Stettner-Stefańskiej pt. Witold Urbanowicz. Artysta nienasycony / Witold Urbanowicz. Artiste irrassasié (tłumaczenie na język francuski Maria Rodowicz, współpraca Gérard Guillaume; ISBN 978-83-929227-3-5);
17 czerwca 2013 portret gen. Stanisława Maczka autorstwa Urbanowicza został przekazany Muzeum Wojska Polskiego w Warszawie.
3 czerwca 2017 otrzymał patent oficerski z rąk szefa MON Antoniego Macierewicza. 
Od 2 czerwca do 30 września 2017 w Muzeum Okręgowym w Suwałkach prezentowano wystawę jego obrazów i rzeźb, wraz z publikacją w języku polskim i francuskim pt. Witold Urbanowicz (koncepcja, redaktor prowadzący Eliza Ptaszyńska; autorzy: Eliza Ptaszyńska, Jan Sochoń, Jan Wiktor Sienkiewicz, Teresa Błażejewska, ks. Marek Wittbrodt, Ewa Bobrowska, Jan Zieliński, ks. Marian Łękawa, Paweł Huelle, Barbara Stettner-Stefańska; Muzeum Okręgowe w Suwałkach 2017, ISBN 978-83-61494-41-6).
Mieszka w Paryżu przy rue Surcouf, w Domu Księży Pallotynów.

## Wybrane dzieła
- Droga Krzyżowej w XII-wiecznym kościele św. Marcina w Herblay pod Paryżem (1986)

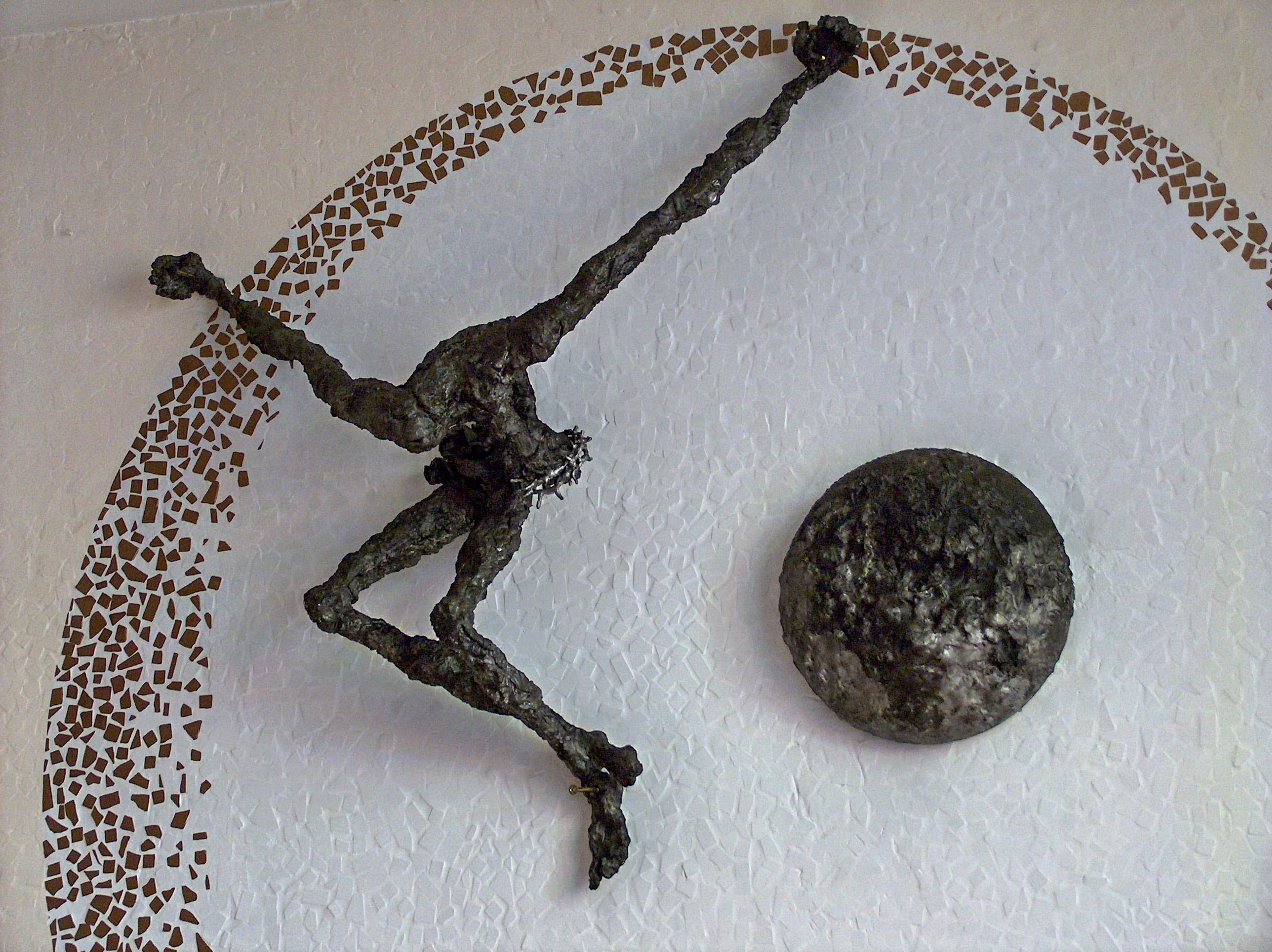
Rzeźby z kaplicy w podparyskim Osny

- rzeźba Chrystusa i tabernakulum w kaplicy domu pallotynów w Osny (1987)

Projekty witraży:
- dla kościoła Bożego Ciała we Wrocławiu (1998)
- dla kościoła św. Andrzeja Boboli w Bielsku-Białej (1998)
- dla kaplicy w pallotyńskiej prokurze misyjnej w Brukseli (1998)

Wystawy indywidualne:
- Muzeum Diecezjalne w Opolu (1997)
- Galeria Ośrodka Duszpasterstwa Środowisk Twórczych w Łodzi (1997)
- Klub Muzyki i Literatury we Wrocławiu (1998)
- Centrum Kultury Muza w Lubinie (1998)
- Château Fontpertuis w Lailly-en-Val we Francji (1998)
- Galerie Pellieux w Beaugency we Francji (1999)
- Galeria Hotelu Westminster w Le Touquet we Francji (2002).

12 kwietnia 2003 w pallotyńskim domu rekolekcyjnym w Montmorency pod Paryżem odbyło się uroczyste otwarcie ESPACE URBANOWICZ – stałej ekspozycji malarstwa i rzeźby ks. Witolda Urbanowicza SAC.